# Романс д'Изонцо
Романс д'Изонцо (итал. Romans d'Isonzo) је насеље у Италији у округу Горица, региону Фурланија-Јулијска крајина.
Према процени из 2011. у насељу је живело 3109 становника. Насеље се налази на надморској висини од 21 м.

## Становништво
Према резултатима пописа становништва 2011. у општини је живело 3.702 становника.
| 1936. | 1951. | 1961. | 1971. | 1981. | 1991. | 2001. | 2011. |
| ----- | ----- | ----- | ----- | ----- | ----- | ----- | ----- |
| 2.901 | 3.077 | 3.060 | 3.068 | 3.314 | 3.387 | 3.604 | 3.702 |